# George Jellinek
George Jellinek (Jellinek György; Újpest, 1919. december 22. – New York, 2010. január 16.) amerikai magyar újságíró, zenekritikus, rádiós műsorvezető.

## Életpályája
Gyermekkorában hegedülni tanult, tizenévesen egy Traviata-előadás hatására szerette meg az operákat. 1939-ben szülei Hamburgon és Kubán keresztül az Egyesült Államokba küldték. A második világháború idején besorozták az amerikai hadseregbe. A háború után előbb egy kereskedelmi vállalatnál, majd egy zeneboltban dolgozott. Ettől kezdve rendszeresen publikált, cikkei és kritikái a Stereo Review és az Opera News című lapokban láttak napvilágot. 1960-ban jelent meg Maria Callasról írt könyve.
1969 és 2004 között a New Yorkban és környékén fogható WQXR-FM nevű, klasszikus zenére szakosodott rádióadónál dolgozott. Hetente jelentkezett The Vocal Scene című egyórás műsorával, amelyben operaénekesekkel és a zenei élet egyéb szereplőivel készített beszélgetéseket, más alkalmakkal egyazon mű különböző előadásait és lemezfelvételeit mutatta be és elemezte. First Hearing című műsorában kritikusok értékelték a lemezújdonságokat az előadók ismerete nélkül. Jellinek 1984-ig az adó zenei igazgatói posztját is betöltötte.
A magyar klasszikus zene népszerűsítése terén végzett több évtizedes munkásságáért 2006. május 31-én a New York-i magyar konzulátuson átvehette a Magyar Köztársasági Érdemrend tisztikeresztjét.

## Emlékezete
Halála után a WQXR-FM újra műsorára tűzte a 2004-ben megszűnt The Vocal Scene több adását.

## Könyvei
- Callas: Portrait of a Prima Donna (Ziff-Davis Publishing Co., 1960; Dover Publications, 1986)
- History Through the Opera Glass: From the Rise of Caesar to the Fall of Napoleon (Limelight Editions, 2004)
- My Road to Radio And The Vocal Scene: Memoir of an Opera Commentator (McFarland & Company, 2007)

## Magyarul
- Általános államtan; ford., tan. Szilágyi Péter; Osiris-Századvég, Bp., 1994 (Jogfilozófiák)